# پاولانا
پاولانا (به انگلیسی: Paulaner) از معروف‌ترین مارک‌های آبجو در جهان است، شرکت پاولانا در سال ۱۶۰۰ توسط راهب مونیخی سان فرانسیسکو دی پاولا بنیاد گذاشته شد.

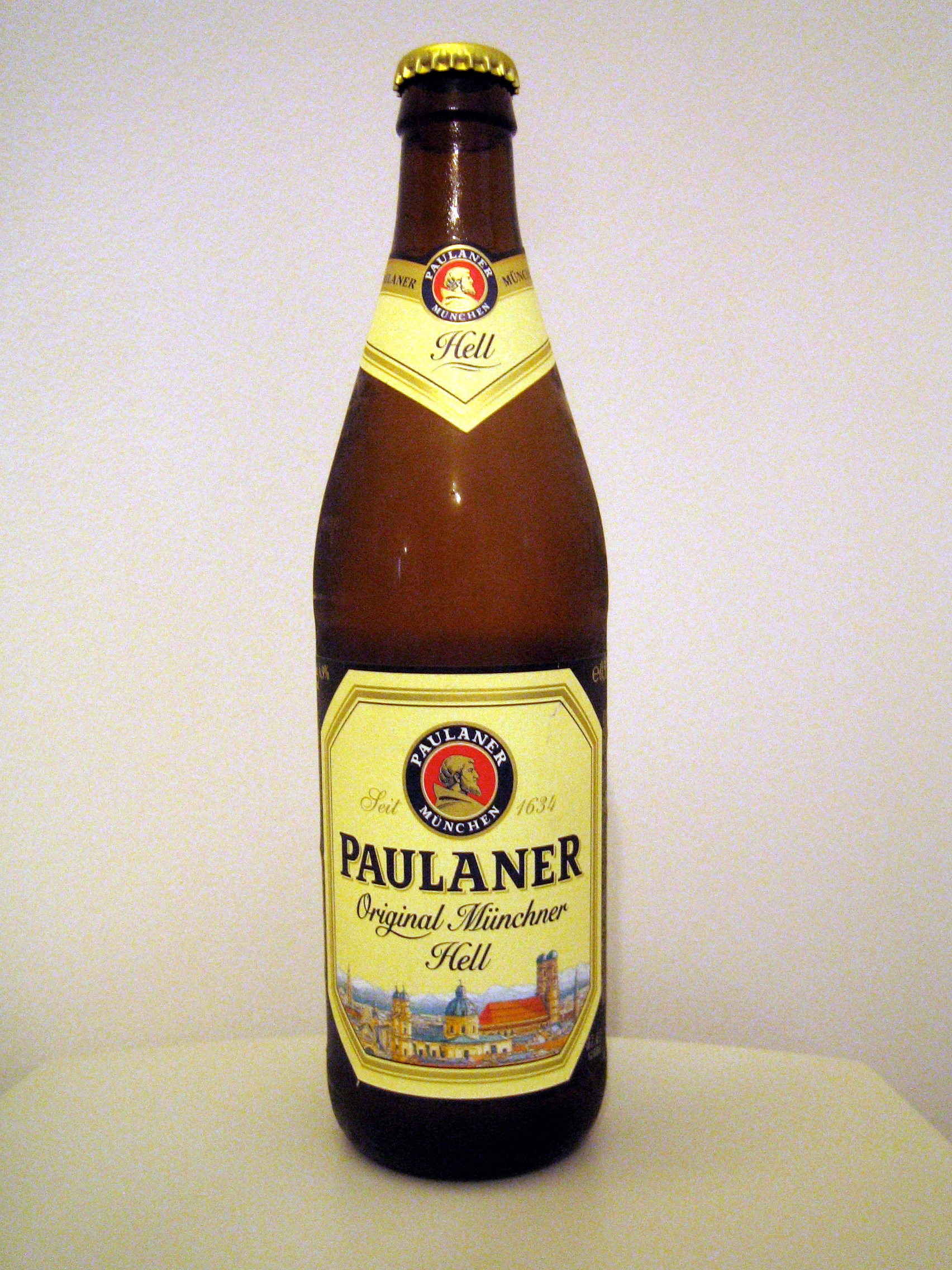
آبجو پاولانا